# Mobarak-Moschee (Den Haag)

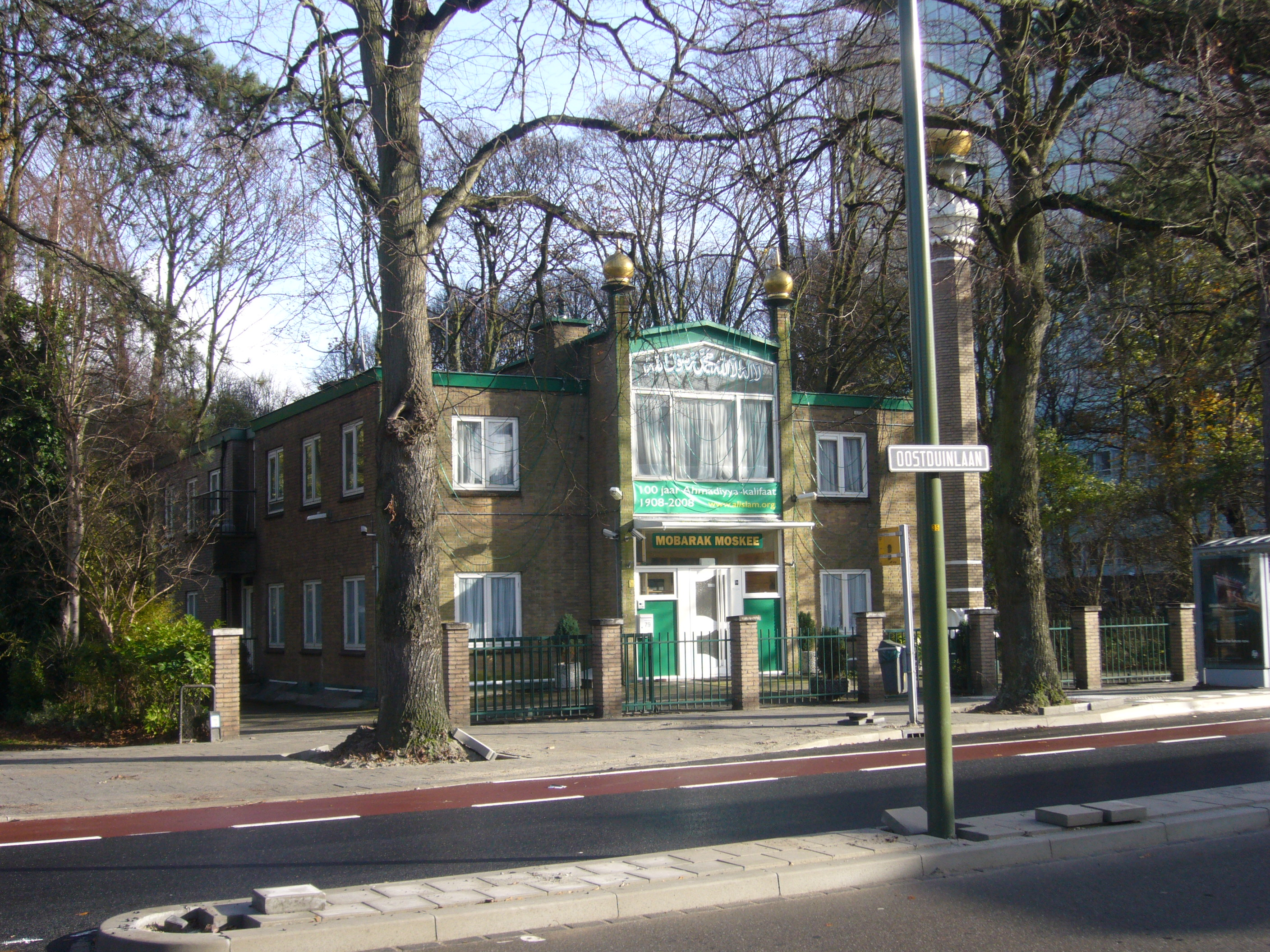
Mobarak-Moschee in Den Haag

Die Mobarak-Moschee in Den Haag ist die älteste Moschee in den Niederlanden.
1947 erreichte Qudrat-Ullah Hafiz als erster Ahmadiyya-Missionar die Niederlande. Die vom Architekten Frits Beck entworfene Moschee wurde am 9. Dezember 1955 von Sir Muhammad Zafrullah Khan eröffnet und hat ein Minarett und zwei Zierminarette am Eingang.
Am 2. Juni 2006 besuchte Königin Beatrix der Niederlande die Mobarak-Moschee, um an einer Gedenkfeier anlässlich des 50-jährigen Bestehens des Gebäudes teilzunehmen.